# Кошаровце (район Гуменне)
Кошаровце (словац. Košarovce) — село и одноимённая община в районе Гуменне Прешовского края Словакии. Расположен в восточной части Словакии на южных склонах Низких Бескидов в долине реки Ольки.

## История
Впервые упоминается в 1408 году.
В селе есть римо-католический костел с 1768 году в стиле барокко-классицизма.

## Население
| Год:                | 1994 | 2004    | 2014    | 2024    |
| ------------------- | ---- | ------- | ------- | ------- |
| Количество человек: | 586  | 613     | 633     | 581     |
| Разница:            |      | +4,60 % | +3,26 % | −8,21 % |

Национальный состав населения (по данным последней переписи населения 2001 года):
- словаки — 99,38 %
- украинцы — 0,31 %

Состав населения по принадлежности к религии состоянию на 2001 год:
- римо-католики — 93,93 %
- греко-католики — 5,45 %
- протестанты — 0,47 %
- не считают себя верующими или не принадлежат к одной вышеупомянутой конфессии — 0,16 %